# Disney XD
Disney XD là một kênh truyền hình cáp kỹ thuật số và vệ tinh thuộc sở hữu Disney Channels Worldwide có đơn vị là Disney–ABC Television Group, trực thuộc Disney Media Networks do The Walt Disney Company quản lý. Mục tiêu chính là dành cho thiếu nhi.
Vào tháng 2 năm 2015, Disney XD có xấp xỉ 80,120,000 hộ gia đình xem thông qua truyền hình trả tiền (chiếm 68.8% hộ gia đình lắp truyền hình) ở Hoa Kỳ.

## Lịch sử

Logo đầu tiên kể từ 2 tháng 2 năm 2009, được sử dụng thay thế logo mới.

Disney XD được thành lập vào ngày 11 tháng 2 lúc 12:00 trưa với tập đầu tiên của phim hoạt hình Phineas and Ferb. Những phim hoạt hình mới như  Kid vs. Kat và Jimmy Two Shoes cũng đã lên sóng.
Phim điện ảnh đầu tiên lên sóng kênh là Skyrunners vào ngày 27 tháng 11 năm 2009.